# Беране (община)
Община Беране (черног. Општина Беране) — община в Черногории. Административный центр — город Беране.

## География

### Географическое положение
Община Беране расположена на востоке Черногории, между вершинами Беласицы на севере, Цмилевицей на востоке, Тивранским ущельем на севере, Сутеске и Превийей на юге. Она занимает площадь в 544 км².

### Рельеф и геологическое строение
В физико-географическом плане община Беране очень разнообразна. Рельеф гетерогенный, с образованиями, свидетельствующими о сложных геологических процессах в прошлом. Элементы рельефа образовывались в разные геологические эпохи. Также по территории общины пролегает множество рек и ручьев, крупнейшая из них - Лим.

### Климат
Климат умеренно континентальный с небольшим воздействием средиземноморского в долинах. Наиболее жаркими месяцами являются июль и август. Наиболее холодными - январь и декабрь. Среднегодовая температура составляет 8,5 °C.
Наиболее дождливыми месяцами являются ноябрь и январь, наиболее засушливыми - март и июль. В общине наблюдается незначительное количество осадков. Такой режим осадков не является достаточным для сельского хозяйства, поэтому там где это возможно используется ирригация.
Снег выпадает в основном в период с декабря по март. На возвышенностях Мокры, Смилевицы, Турьяка и Беласицы лыжный сезон продолжается от 80 до 120 дней.

## История
До 2013 года община занимала площадь в 717 квадратных километров, пока из ее состава не была выделена община Петница.

## Экономика
Муниципалитет Беране является одним из самых бедных муниципалитетов в Республике Черногории. Промышленное производство очень слабое, так как многие компании закрылись за последние 10 лет. Из-за индустриализации многие жители переехали в крупные города, поэтому сельское хозяйство также находится в упадке. В последнее время однако начали появляться новые частные компании в сфере розничной торговли и общественного питания.
В общине Беране есть один детский сад, 13 начальных школ и 4 средние школы. В городе Беране есть больница с 61 врачом, 20 стоматологами и 350 вспомогательными медицинскими сотрудниками.